# Soldi
Ne doit pas être confondu avec la monnaie Soldo.
Chansons ayant remporté le Festival de Sanremo et chansons représentant la Italie au Concours Eurovision de la chanson
Non mi avete fatto niente
(2018) Fai rumore
(2020)
Soldi (argent en français) est un single du chanteur italien Mahmood sorti le 5 février 2019. La chanson remporte l'édition 2019 du festival de Sanremo, lui permettant d'être qualifiée pour représenter l'Italie au concours Eurovision de la chanson 2019 où la chanson terminera en seconde position derrière le vainqueur néerlandais Duncan Laurence et sa chanson Arcade. 

## Composition et paroles
La chanson Soldi est écrite et composée par Charlie Charles, Alessandro Mahmoud et Dario 'Dardust' Faini. La chanson est un mélange de styles musicaux qui allie pop, rap et sonorités orientales, voire de la trap. Pour le critique de Rockol.it, la chanson ne comporte pas de refrain mais plutôt trois hooks. Ces hooks sont composés d’éléments répétitifs, comme le mot « soldi », la phrase « Come va come va come va » (en français, « Comment ça va, comment ça va ») et les mains qui claquent.
La chanson est écrite en italien et comporte quelques mots d'arabe. La phrase en arabe correspond à des expressions que son père répétait à Mahmood lorsqu'il était enfant. La traduction en français du passage signifie : « Mon fils, mon fils, mon amour, viens ici »,. Le titre aborde l'absence du père et de l'abandon, une thématique déjà abordée par le chanteur dans son précédent EP Gioventù bruciata (en français Jeunesse brûlée),,. La chanson traite aussi de la dynamique que peut avoir l'argent, et en particulier son absence, au sein d'une famille. L'argent (soldi) est l'une des causes de la rupture d'une relation affective. MTV explique que « le titre de la chanson peut être trompeur, car il ne s'agit pas d'argent au sens matériel du terme, mais il s'agit de l'impact que l'argent peut avoir sur les liens et les relations au sein d'une famille ».

## Clip vidéo
Le clip vidéo est diffusé le 5 février 2019. Celui-ci est réalisé par Attilio Cusani.

## Festival de Sanremo et Eurovision
La chanson remporte l'édition 2019 du festival de Sanremo grâce au vote du jury professionnel et de la presse. Le public n'accorde que 14 % contre 46 % pour le favori avec la chanson du chanteur Ultimo. Le ministre de l'Intérieur italien, Matteo Salvini, a critiqué le choix du chanteur sur son compte Twitter provoquant une polémique. Le chanteur subit également de nombreuses insultes racistes après sa victoire à Sanremo, en raison de son origine égyptienne par son père.
La chanson est de ce fait sélectionnée pour représenter l'Italie au concours Eurovision de la chanson 2019 et permet à Mahmood d'être classé deuxième.

## Classements
| Classement (2019)                      | Meilleure position |
| -------------------------------------- | ------------------ |
| Allemagne (Media Control AG)           | 32                 |
| Autriche (Ö3 Austria Top 40)           | 12                 |
| Belgique (Flandre Ultratop 50 Singles) | 50                 |
| Espagne (PROMUSICAE)                   | 5                  |
| France (SNEP)                          | 67                 |
| Italie (FIMI)                          | 1                  |
| Norvège (VG-lista)                     | 16                 |
| Pays-Bas (Nederlandse Top 40)          | 16                 |
| Royaume-Uni (UK Singles Chart)         | 73                 |
| Suède (Sverigetopplistan)              | 10                 |
| Suisse (Schweizer Hitparade)           | 5                  |

## Certification
| Région                                                                                                 | Certification | Ventes/Streams |
| --- | ------------- | -------------- |
| Italie (FIMI)                                                                                          | 3 × Platine   | 150 000        |
| *Ventes selon la certification ^Mise en rayon selon la certification xNon précisé par la certification |               |                |